# Vugelles-La Mothe
Vugelles-La Mothe – miejscowość i gmina (commune) w zachodniej Szwajcarii, w kantonie Vaud, w okręgu (district) Jura-Nord vaudois.  

## Demografia
W Vugelles-La Mothe mieszka 137 osób. W 2021 roku 9,5% populacji gminy stanowiły osoby urodzone poza Szwajcarią.